# Smedsbols småsjöar
Smedsbols småsjöar är en sjö i Gullspångs kommun i Västergötland och ingår i Motala ströms huvudavrinningsområde.